# Mensalão tucano
Mensalão tucano, também denominado mensalão mineiro e tucanoduto, é o escândalo de peculato e lavagem de dinheiro que ocorreu na campanha para a reeleição de Eduardo Azeredo (PSDB-MG) - um dos fundadores, e presidente do PSDB nacional - ao governo de Minas Gerais em 1998, e que resultou na sua denúncia pelo Procurador Geral da República ao STF, como "um dos principais mentores e principal beneficiário do esquema implantado", baseada no Inquérito n° 2280 que a instrui, denunciando Azeredo por peculato e lavagem de dinheiro
O valerioduto tucano foi um esquema de financiamento irregular—com recursos públicos e doações privadas ilegais—à campanha à reeleição em 1998 então governador mineiro e atual senador Eduardo Azeredo (PSDB), montado pelo empresário Marcos Valério
Novas apurações devem envolver, entre outras, cinco pessoas ligadas à Cemig (estatal de energia mineira), quatro à Comig (estatal de infra-estrutura mineira, atual Codemig), uma à Copasa (estatal de saneamento mineira) e dois à gráfica Graffar, que teriam desviado recursos da Cemig para a campanha de Azeredo.
Em denúncia apresentada dia 20 de novembro de 2007 ao Supremo Tribunal Federal, o Procurador Geral da República denunciou que o esquema criminoso, que veio a ser chamado pela imprensa de "mensalão tucano", foi "a origem e o laboratório" do episódio que ficou conhecido como Mensalão.
"Vários delitos graves foram comprovados, sendo que parte deles integra a presente imputação, enquanto os demais deverão ser apreciados nas instâncias adequadas."
"Além disso, inúmeras provas residentes nestes autos reforçam o já robusto quadro probatório que amparou a denúncia apresentada no bojo do Inquérito n.o 2245 (Mensalão)."
"A inicial penal em exame limitar-se-á a descrever os delitos que tiveram o comprovado envolvimento do Senador da República Eduardo Azeredo e do Ministro de Estado Walfrido dos Mares Guia, bem como os crimes intimamente a eles vinculados."
Antonio Fernando denunciou 15 políticos por peculato e lavagem de dinheiro e afirmou que o esquema montado pelo publicitário Marcos Valério Fernandes de Souza para injetar dinheiro público na campanha do tucano Eduardo Azeredo (PSDB-MG) foi "o laboratório" do mensalão nacional - cuja denúncia foi aceita pelo STF, em quase sua totalidade, em agosto de 2007. As investigações atingem o secretário do governador mineiro tucano Aécio Neves, pré-candidato do PSDB à presidência da república em 2010.
Segundo a denúncia do Procurador Geral da República, ficou claro que o modus operandi dos fatos criminosos apurados nos processo do mensalão teve a sua origem no período da campanha de Eduardo Azeredo (PSDB-MG) para Governador do Estado de Minas Gerais no ano de 1998". p. 4 
Embora negue conhecer os fatos, as provas colhidas desmentem sua versão defensiva. Há uma série de telefonemas entre Eduardo Azeredo, Marcos Valério, Cristiano Paz e a empresa SMP&B, demonstrando intenso relacionamento do primeiro (Eduardo Azeredo) com os integrantes do núcleo que operou o esquema criminoso de repasse de recursos para a sua campanha.p.26 
Em 3 de novembro de 2009, Azeredo começou ser julgado no Supremo Tribunal Federal (STF). Em 3 de dezembro de 2009, por cinco votos contra três, o plenário do STF decidiu mover Ação Penal 536 contra o senador Eduardo Azeredo (PSDB-MG) e torná-lo réu por envolvimento em um esquema de caixa dois durante sua campanha para reeleição ao governo de Minas Gerais, em 1998.

## O braço privado do mensalão mineiro
De acordo com a polícia, seis empreiteiras doaram R$ 8,2 milhões para a campanha de Azeredo sem declarar essas doações à Justiça Eleitoral, o que é obrigatório por lei. O jornal Folha de S. Paulo revelou que essas seis empresas receberam R$ 296 milhões em pagamentos por obras na gestão de Eduardo Azeredo. A apuração da existência de um eventual "braço privado" do valerioduto tucano pode aumentar ainda mais o rol de denunciados.

## O que dizem os acusados
- O senador Eduardo Azeredo, em sua página oficial na internet, afirma que não houve mensalão em Minas Gerais e que as questões financeiras da campanha eleitoral de 1998 não eram de sua responsabilidade e nem delas possuia conhecimento.[6]

## Notificação dos acusados
O ministro do STF Joaquim Barbosa determinou no dia 19 de dezembro de 2007  a notificação das 15 pessoas que são alvo da denúncia criminal do valerioduto mineiro para que elas apresentem sua defesa prévia.
Os acusados terão 15 dias para prestarem explicações sobre a prática de peculato e lavagem de dinheiro.
Entre os denunciados estão Eduardo Azeredo (PSDB) e Walfrido dos Mares Guia (PTB), que pediu demissão quando a denúncia foi divulgada pelo procurador-geral da República.
Ver artigo principal: Lista de denunciados do Escândalo do Mensalão Mineiro

## Acatamento do Supremo Tribunal Federal
Deliberando acerca do requerido pelo Ministério Público Federal contra o senador Eduardo Azeredo, o Supremo Tribunal Federal decidiu aceitar a denúncia criminal proposta contra o senador, por cinco votos a três. A corrente que se sagrou vitoriosa no Supremo foi integrada por Ricardo Lewandowski, Cezar Peluso, Carlos Ayres Britto e Marco Aurélio, que  acompanharam o voto do relator Joaquim Barbosa, tornando Eduardo Azeredo réu pelos crimes de peculato (roubo de dinheiro público) e lavagem de dinheiro.

…há provas documentais, provas testemunhais, perícias, evidências de que tudo se passou. Caixa dois é um modelo mais do que espúrio. É um modelo maldito de financiamento de campanha em nosso País— Ministro Carlos Ayres Britto
Em nota ofical à imprensa, o PSDB citou:
 A bancada do PSDB no Senado acata a decisão da mais alta Corte do país, porém reafirma sua plena confiança na honradez e na lisura desse companheiro.— Senador Arthur Virgílio – Líder do PSDB